# Liquigas
Cannondale Pro Cycling Team var et italiensk cykelhold.
Holdets største profiler var Ivan Basso og Vincenzo Nibali.
Holdet blev grundlagt under navnet Liquigas i 1999. I 2005 slog holdet sig sammen med Team Bianchi før den første ProTour-sæson.
Før 2007-sæsonen blev Bianchi erstattet af amerikanske Cannondale som holdets cykelleverandør, noget som markerer Cannondales comeback i cykelsporten, efter at selskabet afsluttede sponsoratet af Lampre-Caffita-holdet efter 2005-sæsonen.
Grundet økonomiske vanskeligheder, der besværliggjorde at tiltrække sponsorer valgte Cannondale Pro Cycling Team at slå sig sammen med det amerikanske hold Garmin-Sharp. Man valgte at gøre brug af Garmins lincens, hvilket gav plads til IAM Cycling, som World Tour hold.

## 2013

### Rytterne
|                      | Rytter               | Fødselsdag                |
| -------------------- | -------------------- | ------------------------- |
| Valerio Agnoli       | Valerio Agnoli       | 6. januar 1985 (40 år)    |
| Ivan Basso           | Ivan Basso           | 26. november 1977 (47 år) |
| Francesco Bellotti   | Francesco Bellotti   | 6. august 1979 (45 år)    |
| Maciej Bodnar        | Maciej Bodnar        | 7. marts 1985 (40 år)     |
| Eros Capecchi        | Eros Capecchi        | 13. juni 1986 (38 år)     |
| Damiano Caruso       | Damiano Caruso       | 12. oktober 1987 (37 år)  |
| Davide Cimolai       | Davide Cimolai       | 13. august 1989 (35 år)   |
| Mauro Da Dalto       | Mauro Da Dalto       | 8. april 1981 (43 år)     |
| Tiziano Dall'Antonia | Tiziano Dall'Antonia | 26. juli 1983 (41 år)     |
| Timothy Duggan       | Timothy Duggan       | 14. november 1982 (42 år) |
| Mauro Finetto        | Mauro Finetto        | 16. juni 1979 (45 år)     |
| Jacopo Guarnieri     | Jacopo Guarnieri     | 14. august 1987 (37 år)   |
| Ted King             | Ted King             | 31. januar 1983 (42 år)   |
| Kristjan Koren       | Kristjan Koren       | 25. november 1986 (38 år) |
| Paolo Longo Borghini | Paolo Longo Borghini | 10. december 1980 (44 år) |

|                    | Rytter             | Fødselsdag                 |
| ------------------ | ------------------ | -------------------------- |
| Alan Marangoni     | Alan Marangoni     | 16. juli 1984 (40 år)      |
| Dominik Nerz       | Dominik Nerz       | 25. august 1989 (35 år)    |
| Daniel Oss         | Daniel Oss         | 13. januar 1987 (38 år)    |
| Maciej Paterski    | Maciej Paterski    | 12. september 1986 (38 år) |
| Simone Ponzi       | Simone Ponzi       | 17. januar 1987 (38 år)    |
| Fabio Sabatini     | Fabio Sabatini     | 18. februar 1985 (40 år)   |
| Juraj Sagan        | Juraj Sagan        | 23. december 1988 (36 år)  |
| Peter Sagan        | Peter Sagan        | 26. januar 1990 (35 år)    |
| Cristiano Salerno  | Cristiano Salerno  | 18. februar 1985 (40 år)   |
| Sylwester Szmyd    | Sylwester Szmyd    | 2. marts 1978 (47 år)      |
| Alessandro Vanotti | Alessandro Vanotti | 16. september 1980 (44 år) |
| Elia Viviani       | Elia Viviani       | 7. februar 1989 (36 år)    |
| Cameron Wurf       | Cameron Wurf       | 3. august 1983 (41 år)     |
| Brian Vandborg     | Brian Vandborg     | 4. december 1981 (43 år)   |

## Eksterne links
- Officiel hjemmeside Arkiveret 25. maj 2007 hos  Wayback Machine